# 花冠鏢鱸
花冠鏢鱸為輻鰭魚綱鱸形目鱸亞目河鱸科鏢鱸屬的其中一種，分布於美國田納西州的淡水流域，體長可達7.8公分，棲息在岩石底質的溪流或水池。